# Modèles réduits de la Bastille

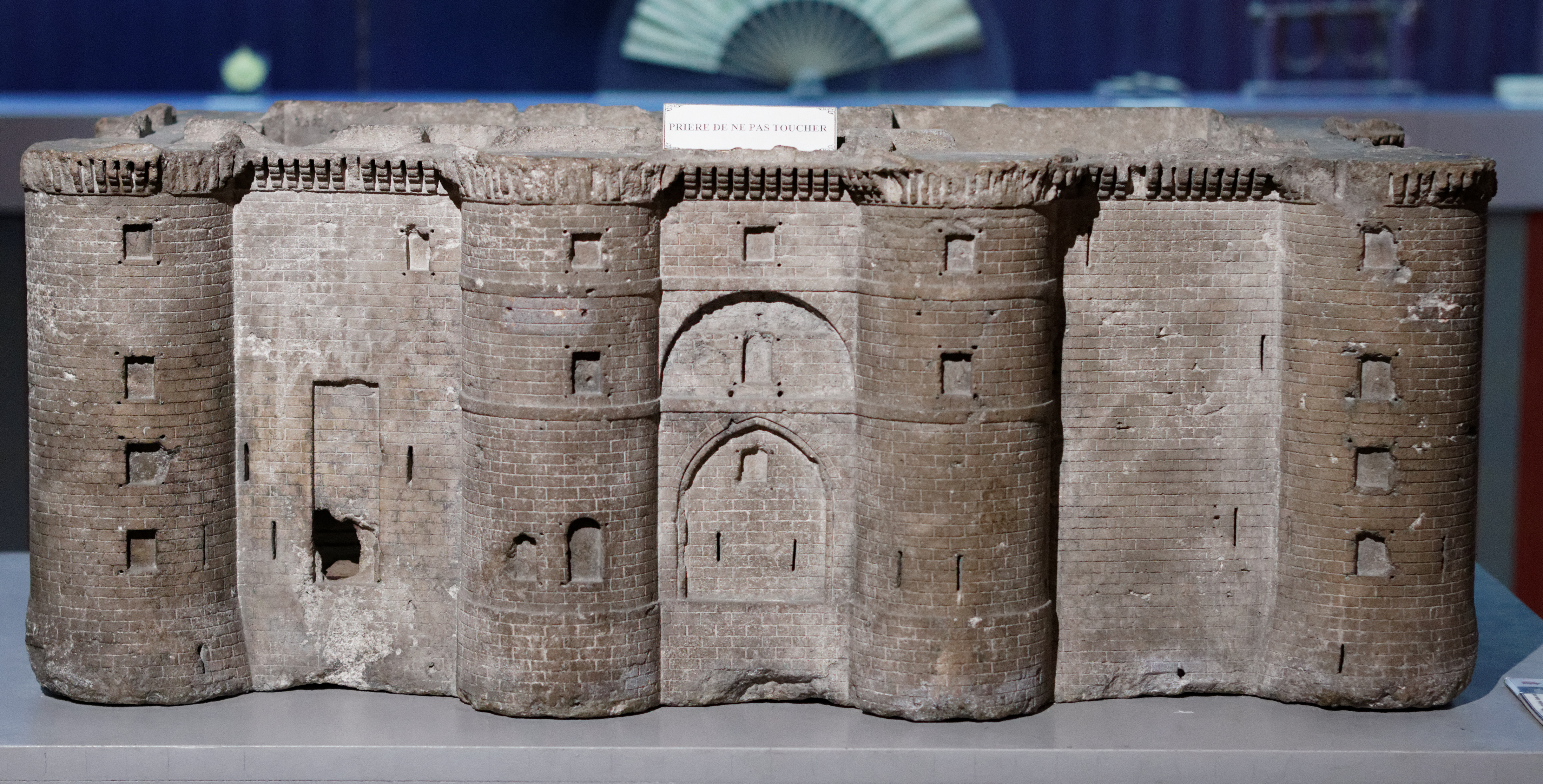
L'un des modèles réduits de la Bastille, exposé au musée Carnavalet à Paris.

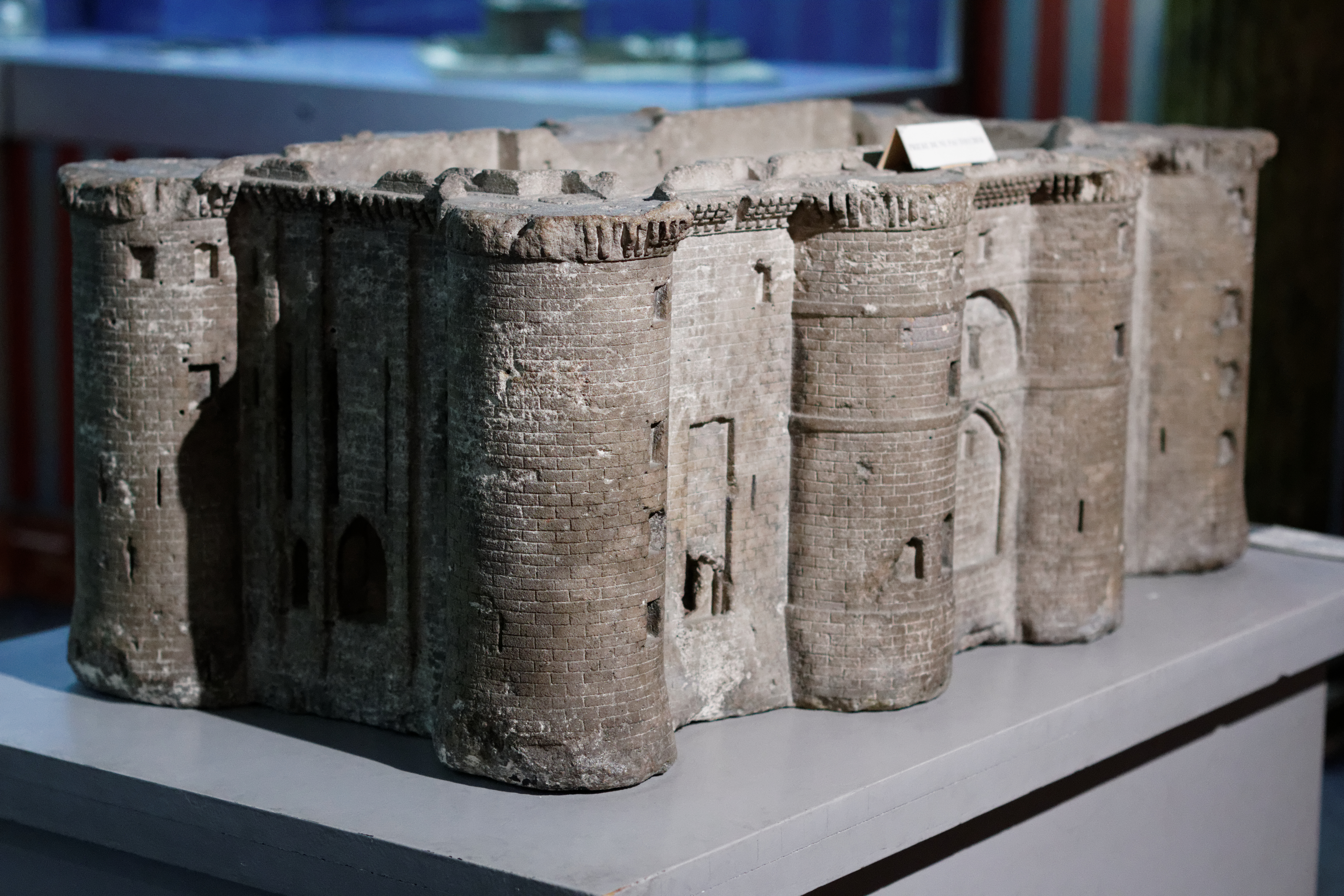
L'un des modèles réduits de la Bastille, exposé au musée Carnavalet à Paris.

Les modèles réduits de la Bastille sont un ensemble de maquettes de la forteresse parisienne de la Bastille, réalisées par Pierre-François Palloy entre 1789 et 1790 dans les pierres résultant de sa démolition.

## Historique
À la suite de la prise de la Bastille le 14 juillet 1789, l'entrepreneur Pierre-François Palloy décide de se charger de la démolition de la forteresse (il en obtient l'autorisation officielle dès le 16 juillet). Le chantier dure jusqu'au 21 mai 1791. Les pierres de la Bastille sont réutilisées dans plusieurs chantiers, principalement celui du pont de la Concorde. Palloy convertit également une partie des matériaux en souvenirs et produits dérivés : pierres provenant des cachots,, médailles fabriquées à partir des chaînes, etc., lançant ainsi une mode des représentations de l'événement.
Après la création des départements à la fin 1789, Palloy décide de fabriquer des maquettes de la Bastille dans les pierres de la forteresse, à destination des 83 nouveaux chefs-lieux. Il monte un atelier dédié à ces modèles réduits, tout d'abord taillés en pierre, puis fabriqués en série par moulage d'un aggloméré de poudre de pierre et de mortier. Les maquettes sont offertes aux départements à la fin de l'année 1790, apportées avec d'autres produits dérivés par un « apôtre de la Liberté » (une association créée par Palloy lui-même) qui prononce un discours lors de leur réception,. Des modèles sont également offerts aux ministres, à Louis XVI et à des personnalités étrangères, comme George Washington (son exemplaire est exposé dans son domaine : Mount Vernon). Les modèles réduits mesurent environ 40 cm de hauteur, pour 100 cm de longueur et 60 cm de profondeur.
Les maquettes sont présentées au public lors des fêtes patriotiques et contribuent à transformer la prise de la Bastille en mythe républicain et en symbole de la liberté.

## Modèles subsistants

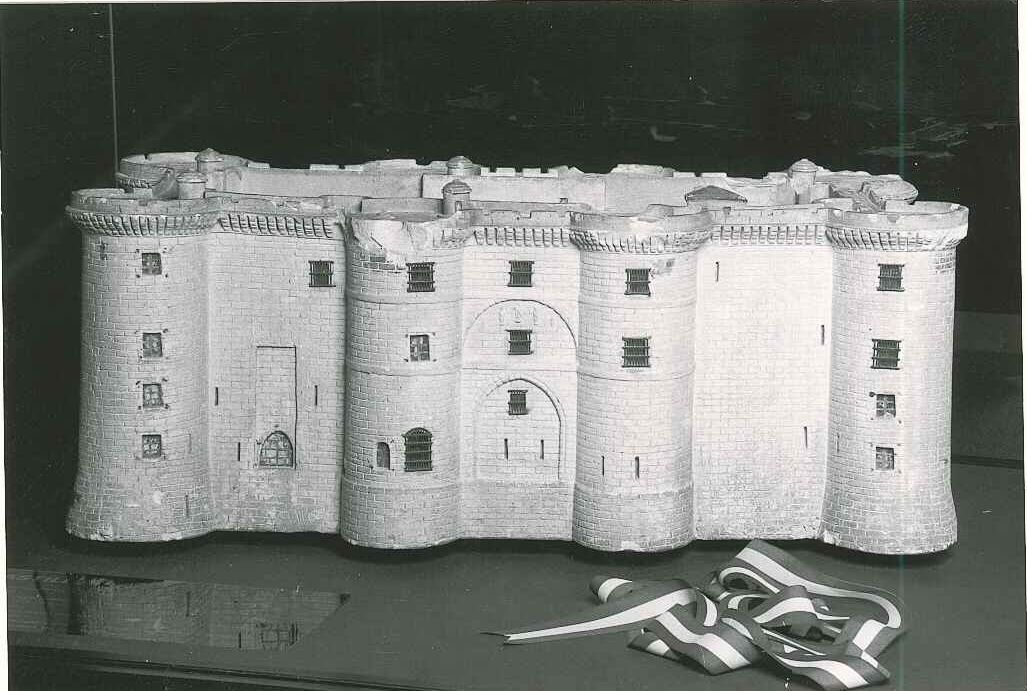
Exemplaire conservé au musée d'art et d'histoire de Saint-Brieuc.

Parmi les modèles réduits subsistants :
- Auch : archives départementales du Gers ;
- Chartres : musée des beaux-arts de Chartres [7] ;
- Nancy : musée lorrain (Palais des Ducs de Lorraine ;
- Nantes  : musée Dobrée ;
- Pau : archives départementales des Pyrénées-Atlantiques ;
- Paris : musée Carnavalet[6] ;
- Paris : musée des Archives nationales ;
- Quimper : musée départemental breton ;
- Le Puy-en-Velay : musée Crozatier[8] ;
- Rouen : musée départemental des antiquités[3] ;
- Tours : hôtel Goüin[9] ;
- Tulle: jardin du musée du cloitre ;
- Valence : musée des beaux-arts ;
- Vannes : archives départementales du Morbihan[4] ;
- Versailles : salle du Jeu de paume ;
- Vizille : salle de l'été 1789, musée de la Révolution française ;
- Saint-Brieuc : musée d'art et d'histoire de Saint-Brieuc (non exposée) ;
- Coutances : musée Quesnel-Morinière ;
- Châlons-en-Champagne : collection des musées municipaux (présentée lors de l'exposition Sortie de réserves, collections des XIXe et XXe siècles du 25 novembre 2023 au 8 avril 2024 au musée des Beaux-arts et d'Archéologie).